# Spondyliaspidinae
Los espondiliaspidinos (Spondyliaspidinae) son una subfamilia de insectos hemípteros del suborden Sternorrhyncha. Se alimentan principalmente de eucaliptos. Se encuentran en Australia.
Ahora se la coloca en la familia Aphalaridae.

## Tribus
- Ctenarytainini - Euphalerini - Spondyliaspidini[2]

## Géneros
- Agelaeopsylla
- Anoeconeossa
- Australopsylla
- Blastopsylla
- Blepharocosta
- Boreioglycaspis
- Cardiaspina
- Creiis
- Cryptoneossa
- Ctenarytaina
- Dasypsylla
- Eriopsylla
- Eucalyptolyma
- Eurhinocola
- Glycaspis
- Hyalinaspis
- Kenmooreana
- Lasiopsylla
- Leptospermonastes
- Phellopsylla
- Phyllolyma
- Platyobria
- Spondyliaspis
- Syncarpiolyma